# Verteidigungsausschuss (Deutscher Bundestag)

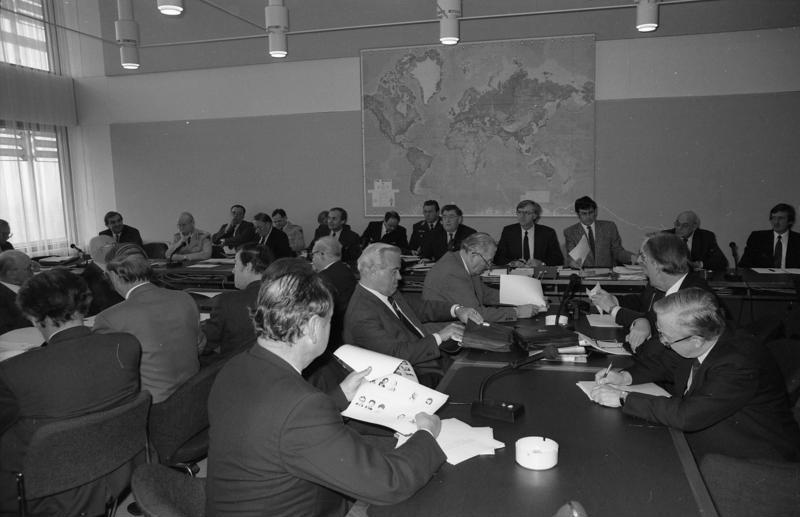
Sitzung des Verteidigungsausschusses in Bonn am 13. April 1988

Der Verteidigungsausschuss des Deutschen Bundestages (VgA) ist ein nach Art. 45a Grundgesetz (dort: Ausschuß für Verteidigung) vorgesehener Pflichtausschuss. Die Zuständigkeit des Bundestagsausschusses entspricht dem Geschäftsbereich des Bundesministers der Verteidigung. Die Aufgabe des Ausschusses besteht darin, Beschlüsse des Deutschen Bundestages vorzubereiten, Empfehlungen abzugeben und mittels seines Selbstbefassungsrechtes eine begleitende und mitsteuernde parlamentarische Kontrolle der Verteidigungspolitik und der Streitkräfte zu gewährleisten. In seiner Funktion als parlamentarischem Gremium steht er dem Bundessicherheitsrat als einem Kabinettsausschuss gegenüber.
Die besondere Bedeutung des Ausschusses wird darin erkennbar, dass er als Pflichtausschuss keiner formalen Einsetzung durch den Bundestag bedarf und auch nicht aufgelöst werden kann. Dies ist mit dem Interesse an einer umfassenden parlamentarischen Kontrolle und einer ständigen Überwachung der Streitkräfte zu erklären. Die parlamentarische Kontrolle in Verteidigungsangelegenheiten wird zudem dadurch aufgewertet, dass der Ausschuss gleichzeitig über die Rechte eines Untersuchungsausschusses verfügt. Von den Ausschüssen des deutschen Bundestages besitzt nur der Verteidigungsausschuss dieses Recht, sich selbst als Untersuchungsausschuss einzusetzen. Auf Antrag eines Viertels der Mitglieder des Ausschusses muss er eine Angelegenheit zum Gegenstand einer Untersuchung machen. Damit ist auch eine Minderheit im Ausschuss in der Lage, wichtige Angelegenheiten zum Gegenstand einer Untersuchung zu erheben. Bisher konstituierte sich der Verteidigungsausschuss 15 Mal als Untersuchungsausschuss im Deutschen Bundestag. 2013 befasste sich der Verteidigungsausschuss als Untersuchungsausschuss (17. Wahlperiode) mit dem umstrittenen Rüstungsprojekt „EURO-Hawk“. 2015 forderte die Linke dieselbe Rolle auch für die G36-Affäre, anstelle eines Untersuchungsausschusses des Bundestags, der nur als Schauprozess diene.
Die SPD-Fraktion ist im 38 ordentliche Mitglieder umfassenden Ausschuss des 20. Deutschen Bundestages mit elf Parlamentariern, die CDU/CSU-Fraktion mit zehn, die Fraktion Bündnis 90/Die Grünen mit sechs, die FDP-Fraktion mit fünf, die AfD-Fraktion mit vier und die Linksfraktion mit zwei Abgeordneten vertreten.
Derzeitiger Vorsitzender des Verteidigungsausschusses ist Thomas Röwekamp (CDU).

## Mitglieder der 21. Legislaturperiode
Die 38 Mitglieder des Ausschusses in der 21. Legislaturperiode:
| CDU/CSU                      | AfD                              | SPD                            | Bündnis 90/Die Grünen        | Die Linke                     |
| ---------------------------- | -------------------------------- | ------------------------------ | ---------------------------- | ----------------------------- |
| Marlon Bröhr                 | Hannes Gnauck                    | Daniel Baldy                   | Agnieszka Brugger            | Desiree Becker                |
| Florian Dorn                 | Kurt Kleinschmidt                | Sabine Dittmar                 | Jeanne Dillschneider         | Zada Salihović                |
| Ralph Edelhäußer             | Heinrich Koch                    | Falko Droßmann Sprecher/Obmann | Sara Nanni Sprecherin/Obfrau | Ulrich Thoden Sprecher/Obmann |
| Thomas Erndl Sprecher        | Thomas Ladzinski                 | Bettina Lugk                   | Niklas Wagener               | Donata Vogtschmidt            |
| Bastian Ernst                | Rüdiger Lucassen Sprecher/Obmann | Claudia Moll                   | Robin Wagener                |                               |
| Diana Herbstreuth            | Jan Nolte                        | Christoph Schmid               |                              |                               |
| Jens Lehmann                 | Andreas Paul                     | Marja-Liisa Völlers            |                              |                               |
| Volker Mayer-Lay             | Daniel Zerbin                    |                                |                              |                               |
| Jan-Wilhelm Pohlmann         | Jörg Zirwes                      |                                |                              |                               |
| Thomas Röwekamp Vorsitzender |                                  |                                |                              |                               |
| Vivian Tauschwitz            |                                  |                                |                              |                               |
| Roland Theis                 |                                  |                                |                              |                               |
| Kerstin Vieregge Obfrau      |                                  |                                |                              |                               |

## Mitglieder der 20. Legislaturperiode
Die 38 Mitglieder des Ausschusses in der 20. Legislaturperiode:
| SPD                                  | Bündnis 90/Die Grünen              | FDP                                               | CDU/CSU                                  | AfD                                    | Die Linke                 | SSW | fraktionslos |
| ------------------------------------ | ---------------------------------- | ------------------------------------------------- | ---------------------------------------- | -------------------------------------- | ------------------------- | --- | ------------ |
| Johannes Arlt                        | Agnieszka Brugger                  | Marcus Faber (Vorsitz)                            | Reinhard Brandl                          | Hannes Gnauck                          | Ali Al-Dailami (Sprecher) |     |              |
| Falko Droßmann (Obmann und Sprecher) | Philip Krämer                      | Nils Gründer                                      | Marlon Bröhr                             | Rüdiger Lucassen (Obmann und Sprecher) | Żaklin Nastić (Obfrau)    |     |              |
| Wolfgang Hellmich                    | Claudia Müller                     | Alexander Müller (Obmann und Sprecher)            | Markus Grübel                            | Jan Nolte                              |                           |     |              |
| Kristian Klinck                      | Sara Nanni (Obfrau und Sprecherin) | Christian Sauter                                  | Serap Güler                              | Gerold Otten                           |                           |     |              |
| Kevin Leiser                         | Merle Spellerberg                  | Marie-Agnes Strack-Zimmermann (bis 30. Juni 2024) | Florian Hahn (Sprecher)                  |                                        |                           |     |              |
| Jörg Nürnberger                      | Niklas Wagener                     | Peter Heidt (seit 1. Juli 2024)                   | Jens Lehmann                             |                                        |                           |     |              |
| Rebecca Schamber                     |                                    |                                                   | Henning Otte (Stellvertretender Vorsitz) |                                        |                           |     |              |
| Christoph Schmid                     |                                    |                                                   | Thomas Röwekamp                          |                                        |                           |     |              |
| Marja-Liisa Völlers                  |                                    |                                                   | Armin Schwarz                            |                                        |                           |     |              |
| Dirk Vöpel                           |                                    |                                                   | Kerstin Vieregge (Obfrau)                |                                        |                           |     |              |
| Joe Weingarten                       |                                    |                                                   |                                          |                                        |                           |     |              |

## Mitglieder in der 19. Legislaturperiode

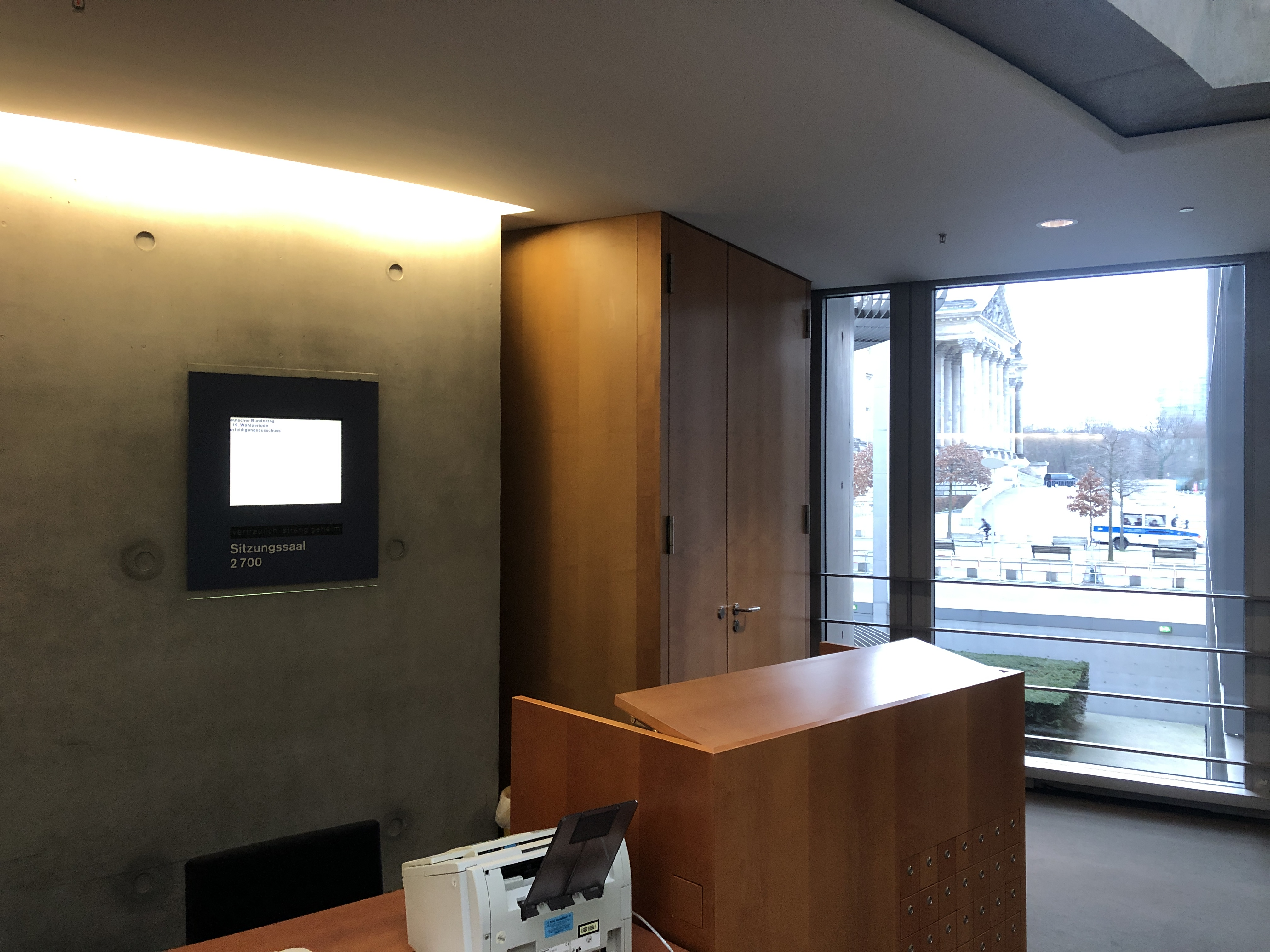
Eingang zum Verteidigungsausschuss im Paul-Löbe-Haus

Die 36 Mitglieder des Ausschusses in der 19. Legislaturperiode
| CDU/CSU                         | SPD                              | AfD                        | FDP                           | Die Linke              | Bündnis 90/Die Grünen   |
| ------------------------------- | -------------------------------- | -------------------------- | ----------------------------- | ---------------------- | ----------------------- |
| Reinhard Brandl                 | Eberhard Brecht                  | Berengar Elsner von Gronow | Marcus Faber                  | Christine Buchholz     | Agnieszka Brugger       |
| Ingo Gädechens (Obmann)         | Karl-Heinz Brunner               | Jens Kestner               | Alexander Müller (Obmann)     | Matthias Höhn          | Katja Keul              |
| Eckhard Gnodtke                 | Katrin Budde                     | Rüdiger Lucassen (Obmann)  | Christian Sauter              | Alexander Neu (Obmann) | Tobias Lindner (Obmann) |
| Florian Hahn                    | Fritz Felgentreu                 | Jan Nolte                  | Marie-Agnes Strack-Zimmermann | Tobias Pflüger         |                         |
| Karl Lamers (Stv. Vorsitzender) | Wolfgang Hellmich (Vorsitzender) | Gerold Otten               |                               |                        |                         |
| Jens Lehmann                    | Joe Weingarten                   |                            |                               |                        |                         |
| Gisela Manderla                 | Siemtje Möller (Obfrau)          |                            |                               |                        |                         |
| Henning Otte                    | Dirk Vöpel                       |                            |                               |                        |                         |
| Anita Schäfer                   |                                  |                            |                               |                        |                         |
| Oswin Veith                     |                                  |                            |                               |                        |                         |
| Kerstin Vieregge                |                                  |                            |                               |                        |                         |

## Geschichte
| Legislaturperiode | Vorsitz                                                      | Fraktion    | Stellvertreter                                       | Fraktion | Mitglieder | Bemerkung |
| ----------------- | ------------------------------------------------------------ | ----------- | ---------------------------------------------------- | -------- | ---------- | --- |
| 1. (1949–1953)    | Franz Josef Strauß                                           | CDU/CSU     | Fritz Erler                                          | SPD      | 21         | ab 19. Juli 1952: Ausschuss zur Mitberatung des EVG-Vertrages und der damit zusammenhängenden Abmachungen ab 21. Januar 1953: Ausschuss für Fragen der europäischen Sicherheit                                                                   |
| 2. (1953–1957)    | Richard Jaeger                                               | CDU/CSU     | Fritz Erler                                          | SPD      | 29         | Ausschuss für Fragen der europäischen Sicherheit ab 10. Januar 1956: Ausschuss für Verteidigung |
| 3. (1957–1961)    | Richard Jaeger                                               | CDU/CSU     | Hans Merten                                          | SPD      | 29         | |
| 4. (1961–1965)    | Richard Jaeger                                               | CDU/CSU     | Hans Merten ab 15. November 1963: Karl Wienand       | SPD      | 27         | |
| 5. (1965–1969)    | Friedrich Zimmermann                                         | CDU/CSU     | Karl Wienand ab 13. April 1967: Karl Wilhelm Berkhan | SPD      | 31         | |
| 6. (1969–1972)    | Friedrich Zimmermann                                         | CDU/CSU     | Hermann Schmidt                                      | SPD      | 29 bzw. 25 | |
| 7. (1972–1976)    | Hermann Schmidt ab 9. April 1975: Werner Buchstaller         | SPD         | Manfred Wörner                                       | CDU/CSU  | 27         | |
| 8. (1976–1980)    | Manfred Wörner                                               | CDU/CSU     | Werner Buchstaller                                   | SPD      | 27         | |
| 9. (1980–1983)    | Werner Marx ab 27. Oktober 1982: Alfred Biehle               | CDU/CSU     | Erwin Horn                                           | SPD      | 27         | |
| 10. (1983–1987)   | Alfred Biehle                                                | CDU/CSU     | Walter Kolbow ab 19. Juni 1985: Friedrich Gerstl     | SPD      | 27         | |
| 11. (1987–1990)   | Alfred Biehle ab 16. Mai 1990: Uwe Ronneburger               | CDU/CSU FDP | Walter Kolbow                                        | SPD      | 29         | |
| 12. (1990–1994)   | Fritz Wittmann                                               | CDU/CSU     | Heinz-Alfred Steiner                                 | SPD      | 37         | |
| 13. (1994–1998)   | Klaus Rose ab 29. Januar 1997: Kurt J. Rossmanith            | CDU/CSU     | Dieter Heistermann                                   | SPD      | 39         | |
| 14. (1998–2002)   | Helmut Wieczorek                                             | SPD         | Thomas Kossendey                                     | CDU/CSU  | 38         | |
| 15. (2002–2005)   | Reinhold Robbe ab 14. April 2005: Ulrike Merten              | SPD         | Thomas Kossendey                                     | CDU      | 30         | |
| 16. (2005–2009)   | Ulrike Merten                                                | SPD         | Karl A. Lamers                                       | CDU      | 30         | |
| 17. (2009–2013)   | Susanne Kastner                                              | SPD         | Karl A. Lamers                                       | CDU      | 34         | ab 2009: Untersuchungsausschuss zur Aufklärung des Luftangriffs auf zwei Tanklastwagen bei Kundus in Afghanistan in der Nacht vom 3. auf den 4. September 2009 ab 2013: Untersuchungsausschuss zur Aufklärung des Entwicklungsvorhaben Euro Hawk |
| 18. (2013–2017)   | Hans-Peter Bartels ab 20. Mai 2015: Wolfgang Hellmich        | SPD         | Karl A. Lamers                                       | CDU      | 32         | |
| 19. (2018–2021)   | Wolfgang Hellmich                                            | SPD         | Karl A. Lamers                                       | CDU      | 36         | |
| 20. (2021–2025)   | Marie-Agnes Strack-Zimmermann ab 12. Juni 2024: Marcus Faber | FDP         | Henning Otte                                         | CDU      | 38         | |
| 21. (ab 2025)     | Thomas Röwekamp                                              | CDU         |                                                      |          | 38         | |